# 이토쿠 천황
이토쿠 천황(일본어: 懿徳天皇 이토쿠텐노[*], 기원전 533년 ~ 기원전 477년 10월 6일)은 일본의 제4대 천황(재위 : 기원전 510년 3월 15일 ~ 기원전 477년 10월 6일)이다. 이름은 오오야마토히코스키토모노미코토 (《일본서기》 : 대일본언사우천황, 일본어: 大日本彦耜友天皇, 《고사기》 : 대왜일자서우명, 大倭日子鉏友命)이다. 안네이 천황과 누나소코나카쓰히메노미코토사이 차남으로 태어났다. 《고사기》에서는 어머니가 비인 아쿠토히메(阿久斗比賣)로 기록되어 있다. 《고사기》와 《일본서기》에 계보만 기재되어 있고 사적의 기술은 없다. 특히 제2대 스이제이 천황부터 제9대 가이카 천황까지 8대의 천황이 이에 해당하며 이를 결사팔대(欠史八代/缺史八代)라고 한다. 이토쿠 천황이라는 시호는 762년 경에 오미노 미후네(淡海三船)가 찬진한 시호이다. 후세 사가가 이토쿠 천황을 일본 천황의 목록에 포함하였다. 그 실존여부에 대해서는 부정적인 견해가 강하지만 황릉은 존재하고 있다.

## 가족 관계

### 선조
- 조부 : 일본 제2대 천황 스이제이 천황(綏靖天皇, 기원전 632년 ~ 기원전 549년)
- 조모 : 이스즈요리히메노미코토(五十鈴依媛命)
  - 아버지 : 일본 제3대 천황 안네이 천황(安寧天皇, 기원전 577년 ~ 기원전 510년)
- 외조부 : 가모노키미(鴨王)
- 외조모 : 미상
  - 어머니 : 누나소코나카쓰히메노미코토(渟名底仲媛命)
    - 형 : 오키소미미노미코토/이키소미미노미코토(息石耳命)
    - 동생 : 시키쓰히코노미코토(磯城津彦命)

### 부인과 후손
- 황후(紀) : 아마토요쓰히메노미코토(天豊津媛命)
  - 장남 : 미마쓰히코카에시네노미코토(観松彦香殖稲尊, 기원전 506년 ~ 기원전 393년), 일본 제5대 천황 고쇼 천황(孝昭天皇)
  - 차남 : 다케시히고쿠시토모세노미코토(武石彦奇友背命)
- 황후(記) : 후토마와카히메노미코토(賦登麻和訶比売命) - 《고사기》에 등장.
  - 황후가 낳은 두 아들이 그녀의 소생으로 기록.

| 전 임 안네이 천황 | 제4대 일본 천황 기원전 510년 3월 15일? ~ 기원전 477년 10월 6일? | 후 임 고쇼 천황 |

## 같이 보기
- 일본 천황